# Борис Боровски
Борис Бо̀ровски, известен и като Борис Антов, е български учен, член-кореспондент на Българската академия на науките и дългогодишен ръководител на катедра „Изчислителна техника“ в Техническия университет в София.

## Биография
Борис Христов Боровски е роден във Варна на 25 септември 1925 г. Завършва специалност „Електроинженерство“ в Държавната политехника в София през 1951 г.
След дипломирането си работи в екипа на проф. Саздо Иванов и доцент Кирил Кирков по предаване на образи на разстояние. В края на 1952 г. екипът прави първите успешни опити за предаване на телевизионен образ. На 16 май 1953 г. за първи път е осъществено телевизионно предаване по кабел от една лаборатория до друга.
През 1957 г. инж. Боровски е избран за асистент, а през 1961 г. за доцент. През 1962 г. специализира в Машинно-електротехническия институт в Москва. От 1966 г. до 1968 г. е директор на Централния институт по изчислителна техника. Там той е ръководител на екипа, който създава първата българска електронноизчислителна машина – ЕИМ „Витоша“.
През 1968 г. е избран за професор и оглавява създадената от него Катедра по Изчислителна техника към ВМЕИ – София. Той ръководи катедрата до 1992 г. От 1970 г. до 1976 г. е заместник-ректор на ВМЕИ – София. През 1974 г. защитава докторат във Висшия машинно-електрически институт в София. През 1979 г. специализира в Англия.
Член-кореспондент на БАН от 1984 г. През 1988 г. е избран в Президиума на БАН. Проф. Боровски е автор на близо 300 научни трудове, монографии, учебници и авторски свидетелства.
Непосредствено след 10 ноември 1989 г. възстановява членството си в Българската социалдемократическа партия.
Умира на 27 октомври 2006 г. в София.

## Признание
- Орден „Народен орден на труда“ – сребърен, 1969 г.
- Орден „Кирил и Методи“ – първа степен, 1975 г.
- Орден „Народна република България“ – втора степен, 1985 г.
- От 2015 г. улица, свързваща Техническия и Лесотехническия университет в София, носи неговото име (Карта)